# Сари-Узень

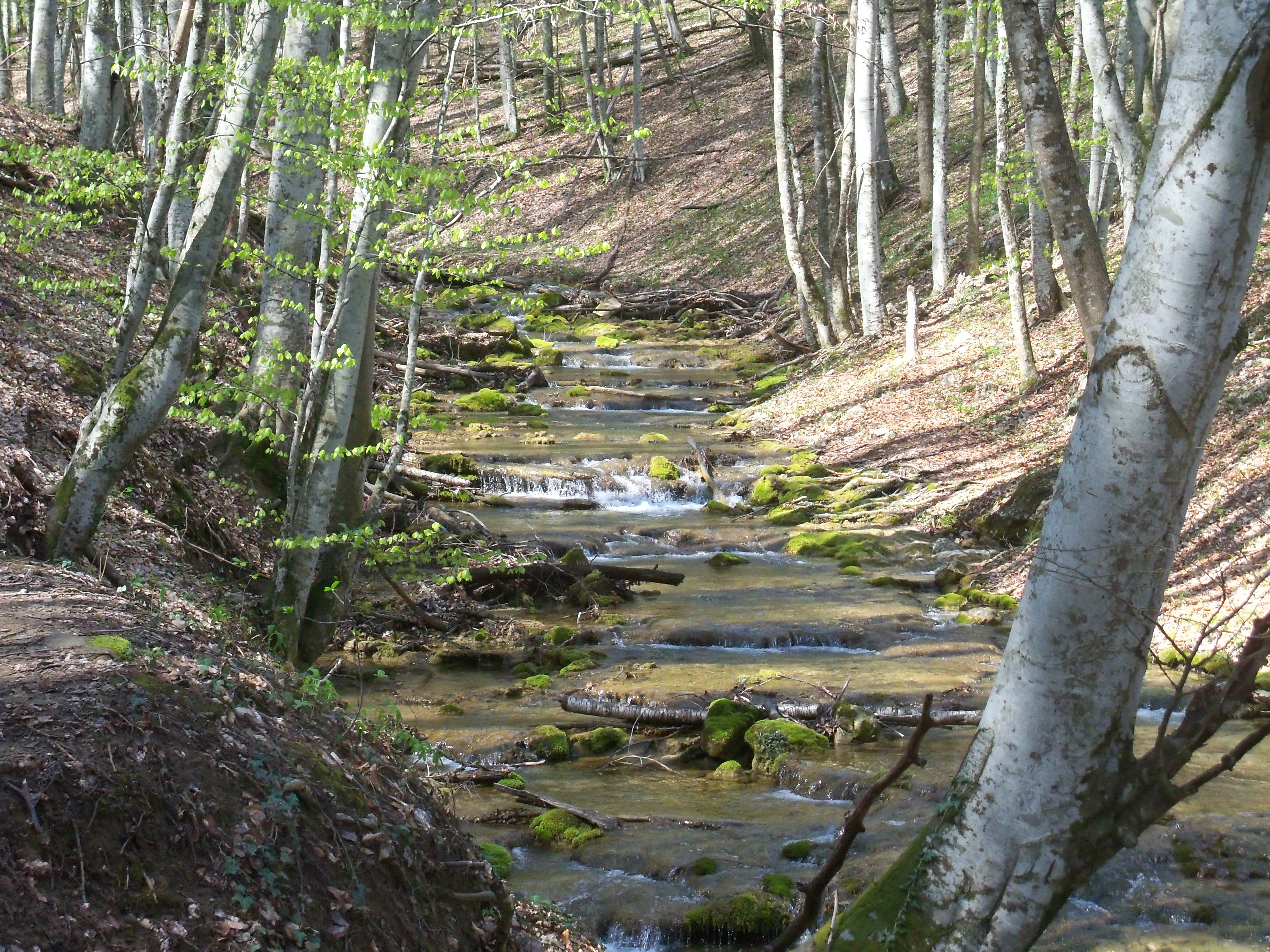
Сари -Узень.

Сари-Узень — річка в районі Великого каньйону Криму. Один з витоків річки Коккозки. Має в певний періоди року підвищену каламутність води, через що й отримала назву кримськотатарською «жовтий потік». На ній знаходиться один з водоспадів Криму — Срібні струмені.
Ліва притока — Чаан-Баїр.